# Raphaël Faÿs

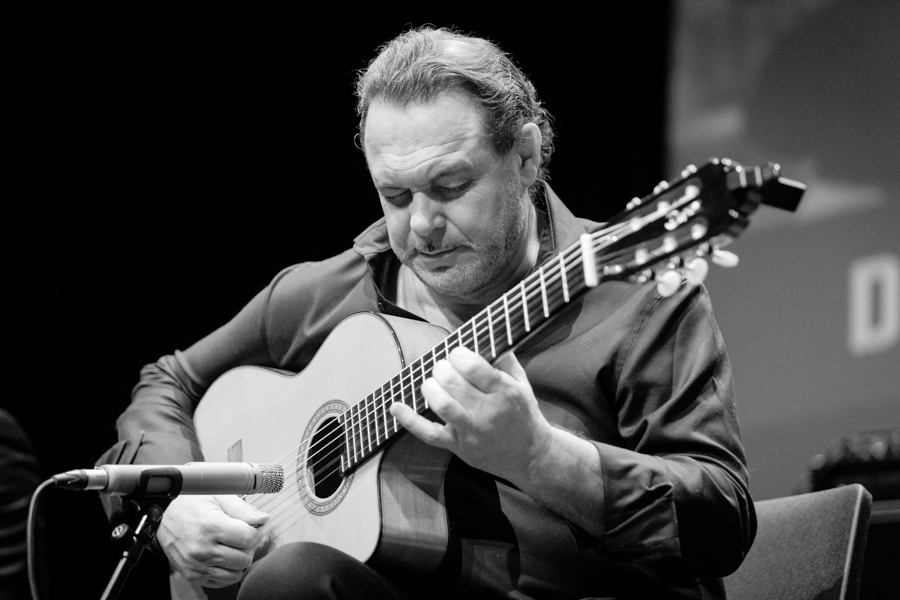
Raphaël Faÿs, Oslo 2019. Bild: Tore Sætre

Raphaël Faÿs (* 10. Dezember 1959 in Paris) ist ein französischer Gitarrist des Gypsy-Jazz.

## Leben und Wirken
Faÿs, der aus der Ethnie der Roma stammt, erhielt zunächst Gitarrenunterricht von seinem Vater Louis Faÿs und setzte dann seinen Unterricht auf der Musikakademie fort, wo er klassische Gitarre und Komposition studierte. Bereits mit fünfzehn Jahren hatte er eine eigene Band, in der sein Vater als Rhythmusgitarrist fungierte. Bereits ein Jahr später nahm er sein Debütalbum auf, dem in rascher Folge weitere Einspielungen folgten. Er arbeitet vor allem mit seinen eigenen Ensembles (u. a. mit Claude Mouton). Daneben ist er jedoch auch als Gastmusiker bei Stéphane Grappelli, bei Babik Reinhardt und bei Damir Kukuruzović aufgetreten. Mit Yorgui Loeffler und Steeve Laffont sowie verschiedenen Bassisten entstand das Doppelalbum Django et rien d’autre (2010).
Martin Kunzler zufolge ist er der „wohl wichtigste heutige Exponent akustischer Hot-Gitarristik in der unmittelbaren Nachfolge Django Reinhardts. In seiner Stilistik finden sich Einflüsse aus der Klassik, dem Flamenco, der lateinamerikanischen Folklore und der Valse Musette“.

## Diskographische Hinweise
- Voyages (Ricordu, 1989 (FR); Acoustic Music Records, 1991 (DE))
- Gipsy Touch  (Ricordu, 1991)
- Impressions Andalouses (2000)
- Jazz Hot: The Gipsy Way (Mandala, 2001)
- Swing Guitar (Le Chant Du Monde, 2005)
- Andalucia (2xCD, Le Chant Du Monde, 2006)
- Django & Classic (2xCD, Le Chant Du Monde, 2006)
- Django's Work (Le Chant Du Monde, 2010)
- Circulo de la Noche (Ouest, 2015)
- Paris Seville. Bois de Guitare: Madera de Guitarra (Fremeaux, 2018)
- Extremadura (Fremeaux, 2020)

## Lexigraphische Einträge
- Martin Kunzler: Jazz-Lexikon. Band 1: A–L (= rororo-Sachbuch. Bd. 16512). 2. Auflage. Rowohlt, Reinbek bei Hamburg 2004, ISBN 3-499-16512-0.